# Paraclathurella padangensis
Paraclathurella padangensis is een slakkensoort uit de familie van de Clathurellidae. De wetenschappelijke naam van de soort is voor het eerst geldig gepubliceerd in 1925 door Thiele.